# STS-27
STS-27 — космічний політ БТКК «Атлантіс» за програмою «Спейс Шаттл» (27-й політ програми, 3-й політ для «Атлантіса» і другий політ шаттла після загибелі «Челленджера»). Політ STS-27 був здійснений в інтересах Міністерства оборони США.

## Екіпаж

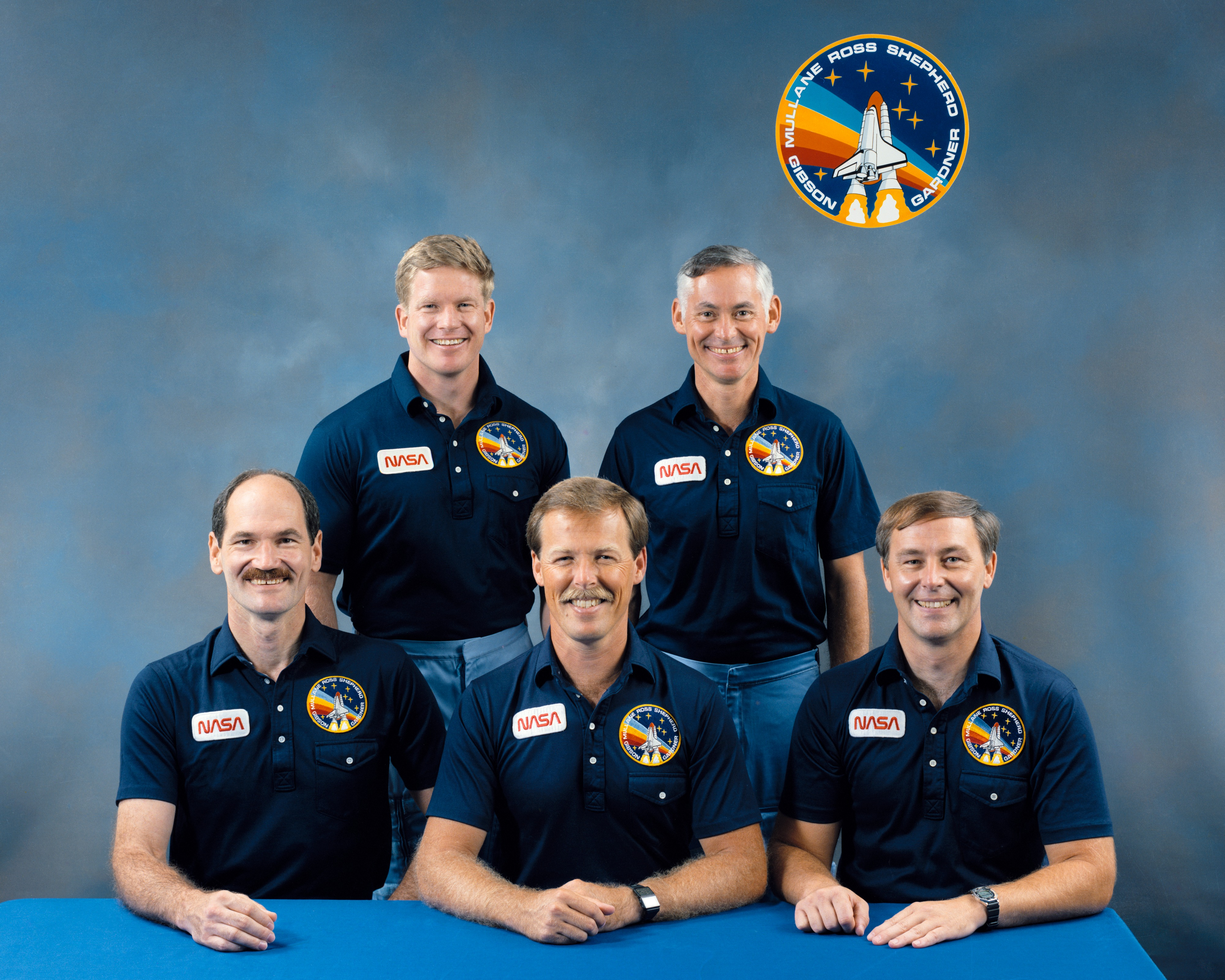
Екіпаж STS-27 (зліва-направо): Росс, Шеперд, Гібсон, Маллейн і Гарднер

- (НАСА): Роберт Гібсон (3)[1] — командир;
- (НАСА): Гай Гарднер (1) — пілот;
- (НАСА): Річард Маллейн (2) — фахівець польоту − 1;
- (НАСА): Джеррі Лінн Росс (2) — фахівець польоту − 2;
- (НАСА): Вільям Шеперд (1) — фахівець польоту − 3.

## Параметри польоту

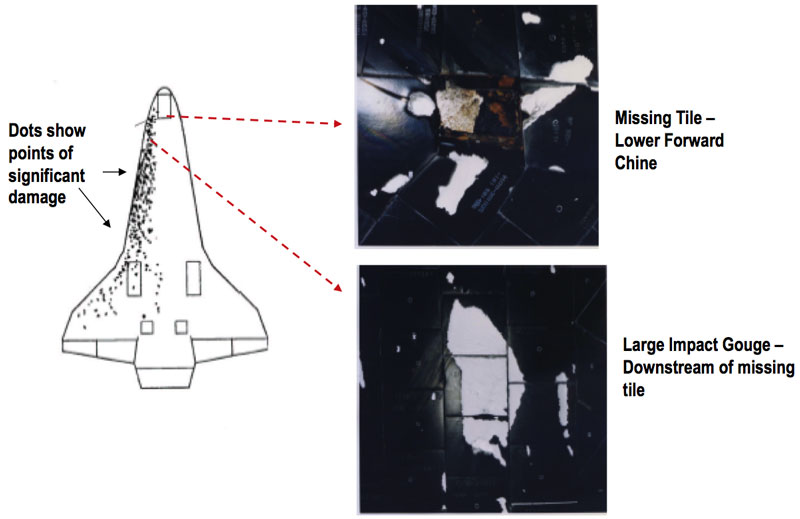
Пошкодження теплозахисної плитки після повернення.

- Пошкодження теплозахисної плитки після повернення. Вантажопідйомність  — 14500 кг.

## Особливості місії
Місією STS-27 був розгорнутий розвідувальний супутник Національного управління військово-космічної розвідки США — Lacrosse. Неофіційна внутрішня назва екіпажу STS-27 — «Свинський екіпаж» (Swine Crew).

## Емблема
Емблема місії STS-27 зображує старт назустріч веселці шаттла, що символізує повернення США до пілотованих польотів. Сім зірок, зображених на емблемі — це пам'ять про сімох загиблих астронавтів місії "Челленджера 51L ". За свідченнями Річарда Маллейна (так як члени екіпажу зробили свій внесок у розробку емблеми), кольори веселки симвозують новий початок (повернення до польотів) після катастрофи.

## Галерея

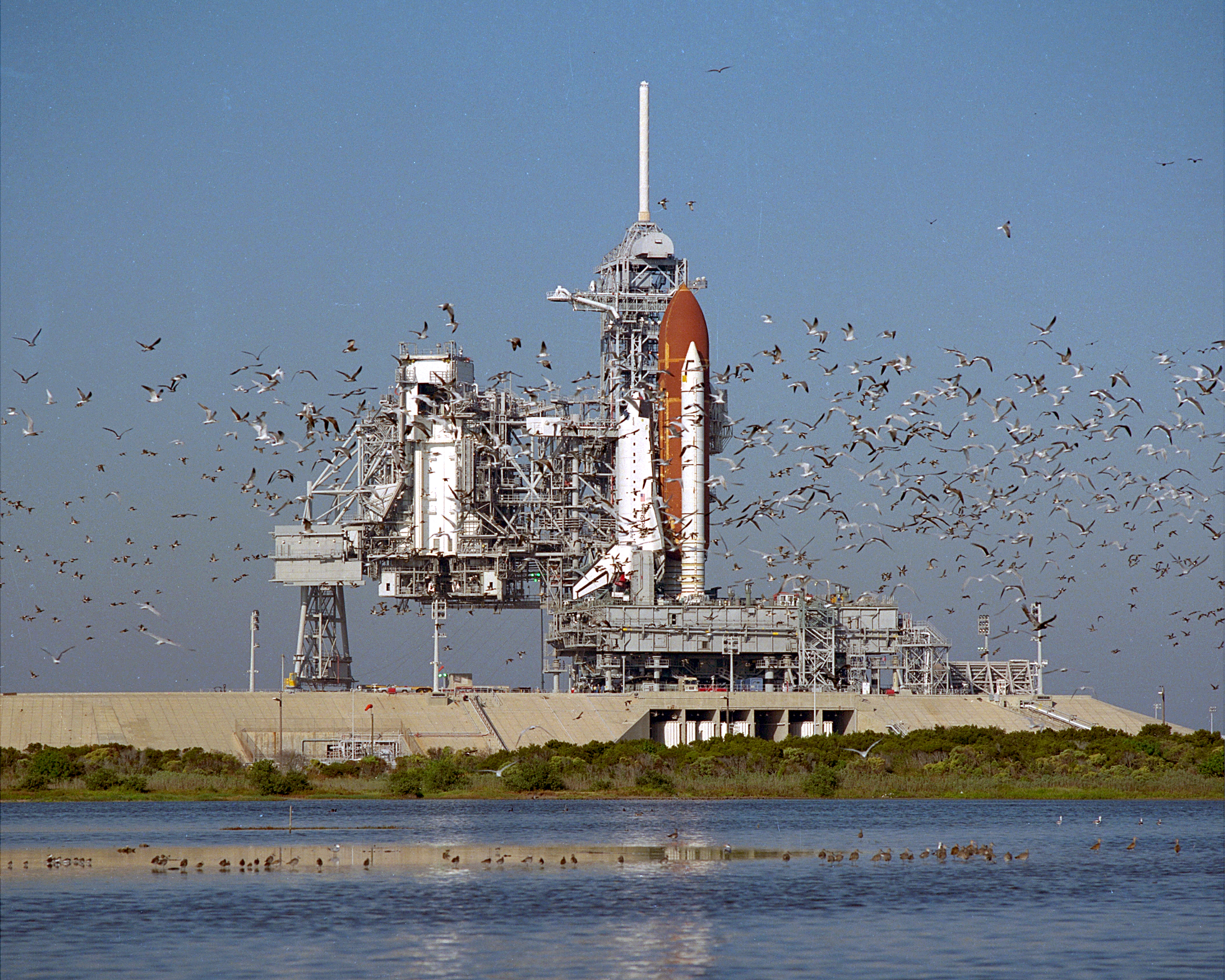
Атлантіс на стартовому майданчику.
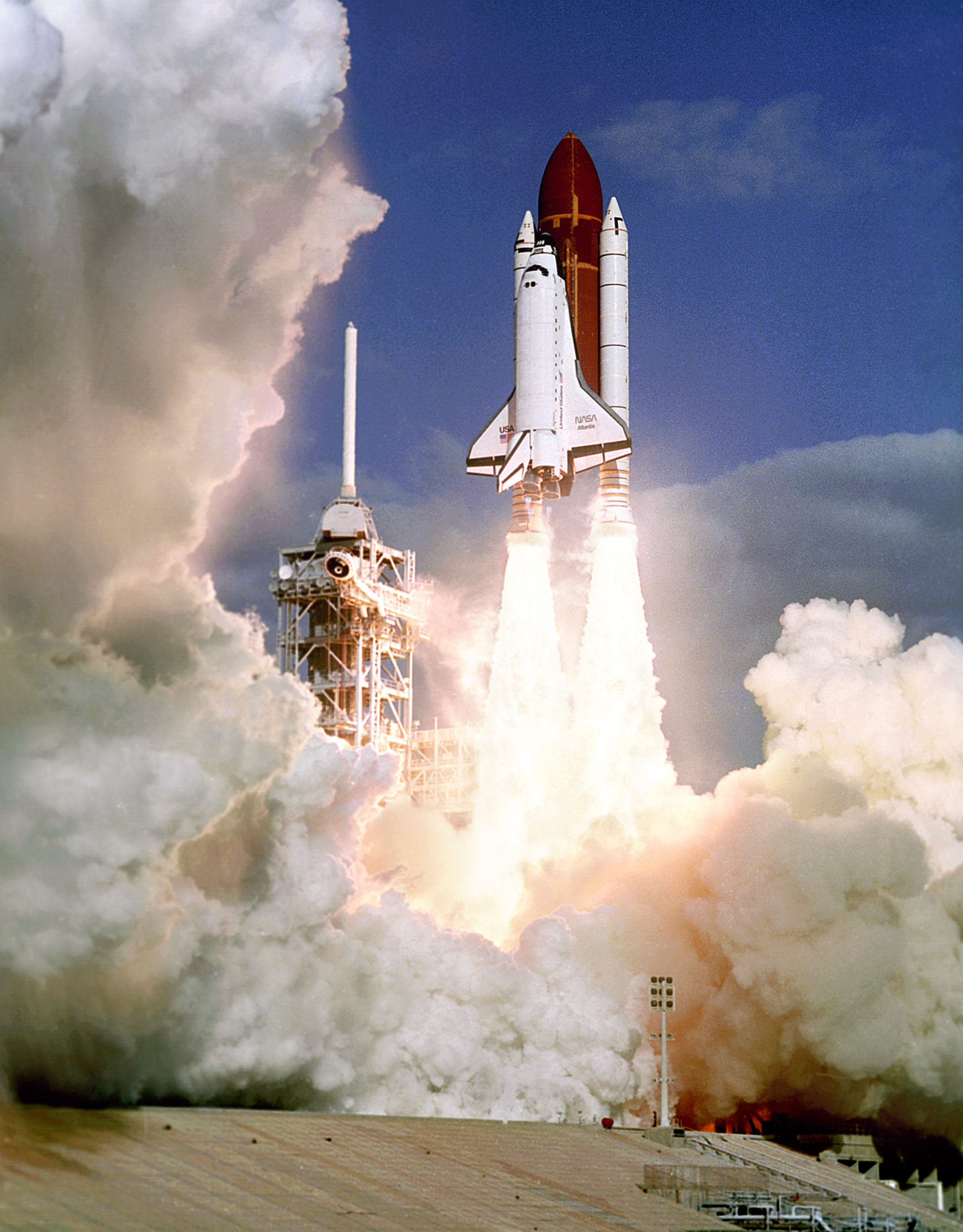
Зліт «STS-27»
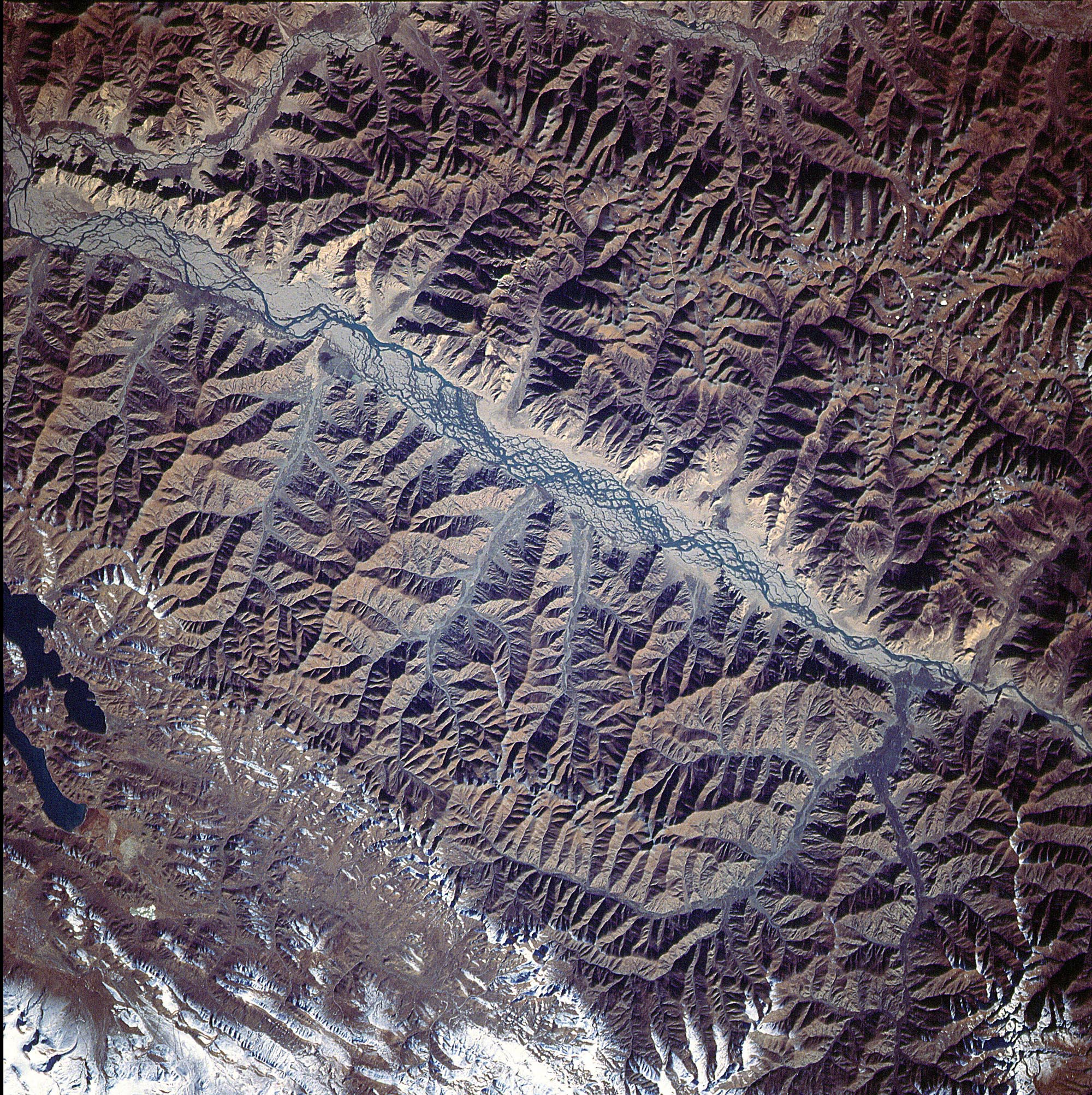
річка Брахмапутра.  Краєвид з орбіти
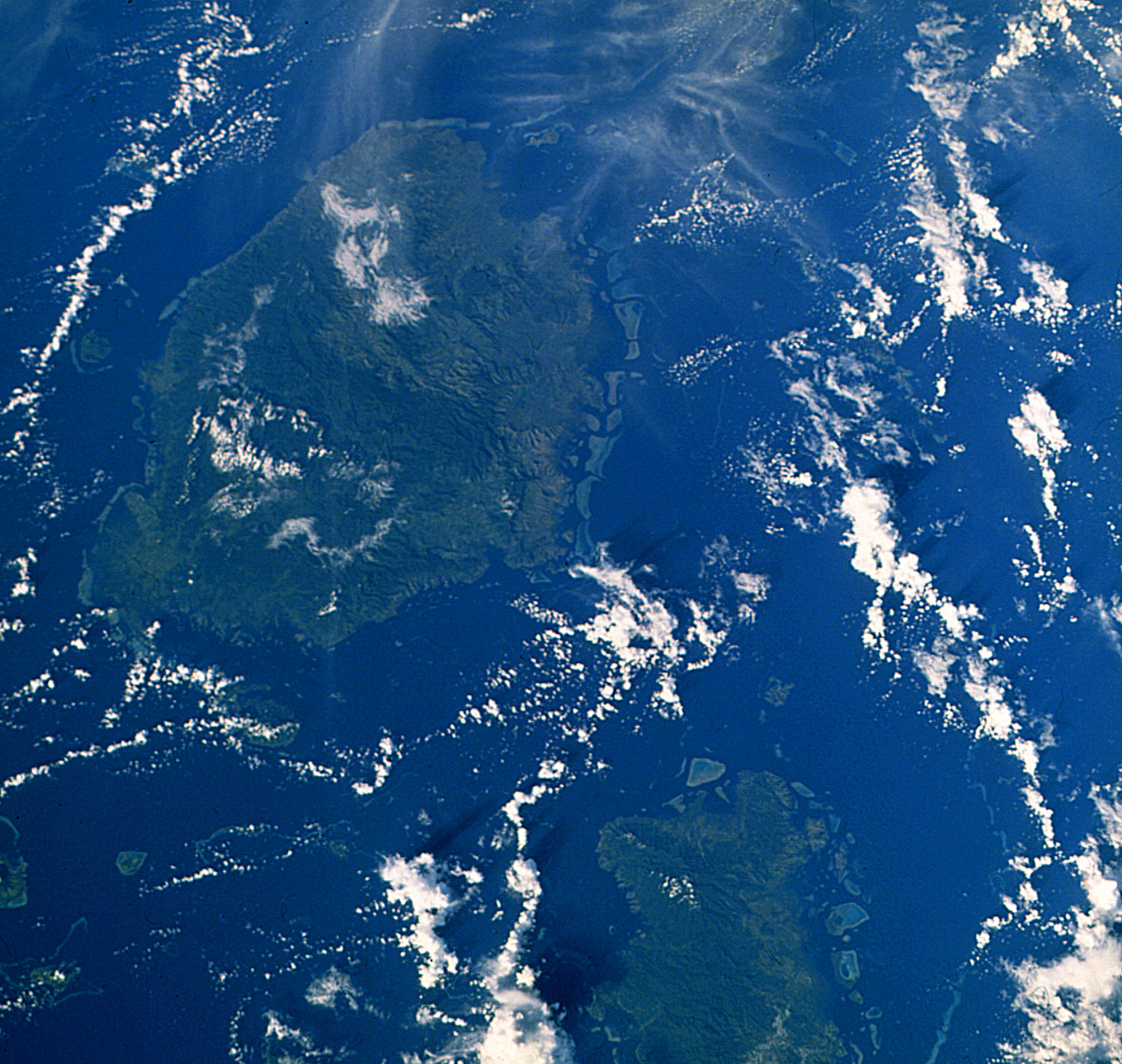
Фіджі
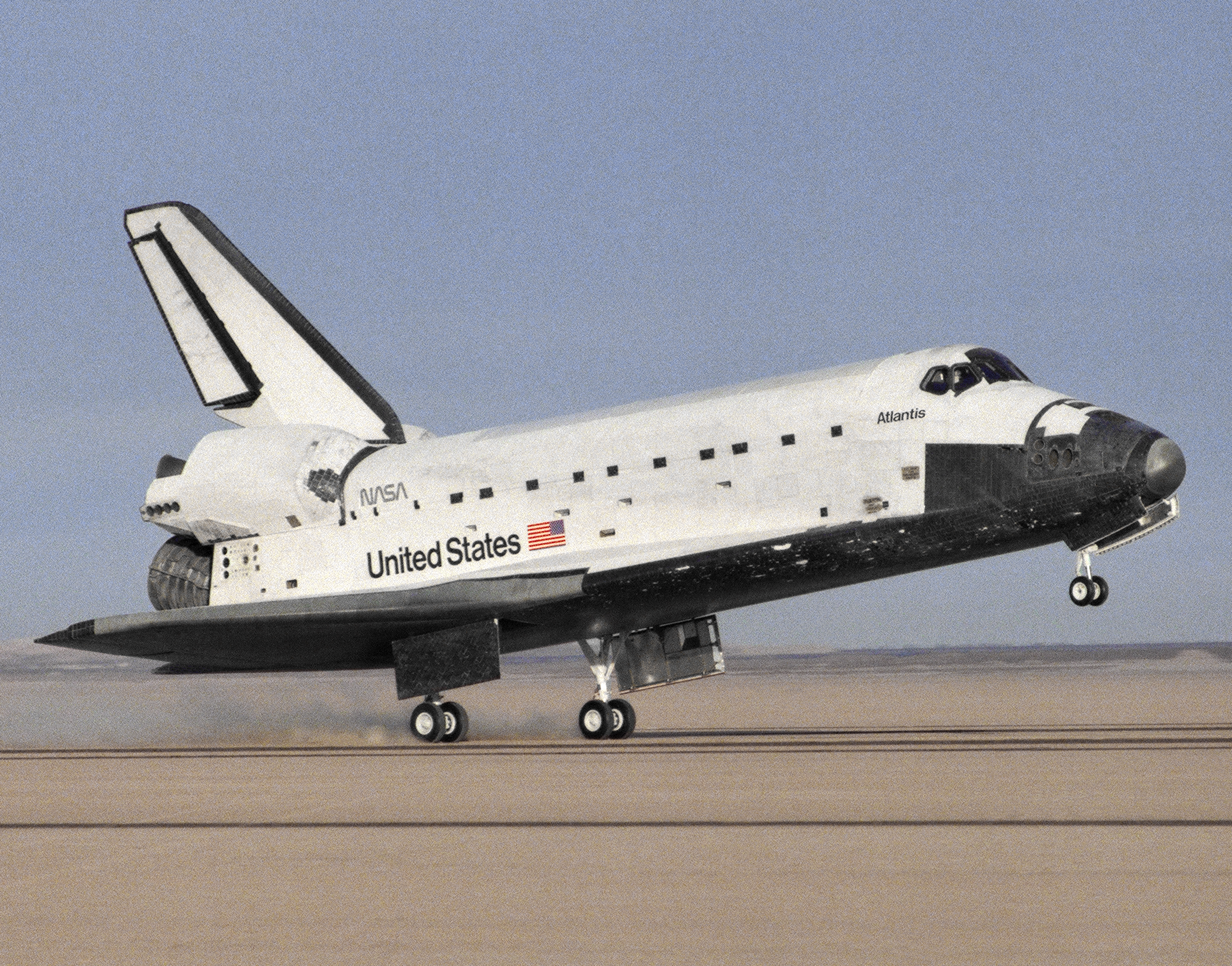
Шатл приземляється